# Prvenstvo Hrvatske u dvoranskom hokeju za žene 2007.
Prvenstvo Hrvatske u dvoranskom hokeju za sezonu 2007. u ženskoj konkurenciji.
Sudionice su bile razne postave kluba "Zrinjevca".

## Rezultati
(nepotpun popis)

10./11. veljače
Zrinjevac 2 - Zrinjevac 3 2:2

Zrinjevac Hekla - Zrinjevac 2 5:3

Zrinjevac Hekla - Zrinjevac 3 12:2

## Konačni redoslijed
```
Por.  Klub         Ut  Pb  N Pz Pos Pri  Bod
1. Zrinjevac Hekla 6   6  0  0  72: 6    18
2. Zrinjevac 2     6   2  1  3  29:30     7
3. Zrinjevac 3     6   0  1  5   4:66     1
```

Hrvatske prvakinje za sezonu 2007. su igračice kluba: Zrinjevac Hekla.